# 櫟原聰
櫟原 聰（いちはら さとし、1953年6月1日 - ）は、日本の歌人。東大寺学園中学校・高等学校前教頭。奈良県大和郡山市出身。奈良市在住。「ヤママユ」「木霊」「京大短歌」所属。「ヤママユ」編集委員。前登志夫に師事。日本ペンクラブ・現代歌人協会・現代歌人集会理事。萬葉学会・上代文学会・萬葉語学文学研究会・古代談話会・歌謡研究会所属。

## 経歴
- 1953年 奈良県大和郡山市生まれ
- 1969年 東大寺学園中学校卒業
- 1972年 東大寺学園高等学校卒業
- 1976年 京都大学文学部国語国文学科卒業（卒業論文は「形容詞の形成過程」）
- 1977年 東大寺学園中学・高校国語科教諭
- 1981年 読売文化センター（難波）短歌教室講師兼任（9年間）
- 1989年 第1歌集「光響」で第15回現代歌人集会賞受賞。
- 朝日カルチャーセンター（奈良）短歌教室講師兼任（11年間）
- 1993年 東大寺学園中学・高校総務部副部長（3年間）
- 1996年 甲南大学文学部非常勤講師（国語教育法担当）兼任（3年間）
- 2000年 花園大学文学部非常勤講師（国語教育法担当）兼任（5年間）
- 2001年 東大寺学園中学・高校人権教育部部長（4年間）、朝日新聞大阪本社「詞華の森」短歌欄担当（4年間）
- 2008年 東大寺学園中学・高校教頭
- 2011年 東大寺学園中学・高校教頭退任、常勤講師となる（5年間）
- 2016年 東大寺学園常勤講師終了、非常勤講師となる。
- 2017年 東大寺学園非常勤講師退職、NHK短歌講師となる。第7歌集『華厳集』で日本歌人クラブ近畿ブロック優良歌集賞受賞。
- 2019年 奈良大学・奈良県立図書情報館非常勤講師となる。奈良県立大学客員研究員となる。

## 研究分野
- 国語学、上代語・上代文学、和歌文学、近・現代短歌論
- 和歌・短歌を主とする語学的・比較文学的研究

## 作品

### 歌書
- 『夢想の歌学』雁書館 1994
- 『古代和歌から現代短歌へ』雁書館 2000
- 『万葉のひびき』竹林館 2003
- 『現代短歌の相貌』竹林館 2004
- 『歌の飛翔力 前登志夫短歌の宇宙』雁書館 2005
- 『精霊のゆくえ 晩年の前登志夫』本阿弥書店 2011
- 『古歌の宇宙』不識書院 2014
- 『一語一会』 ながらみ書房 2016
- 『万葉集に詠まれた美しい日本』宝島社2019

### 歌集
- 『光響』不識書院・現代歌人集会賞受賞 1989
- 『樹歌』砂子屋書房 1994
- 『歌の渚』不識書院 1997
- 『火謡』砂子屋書房 2002
- 『古事記』雁書館 2007
- 『碧玉記』本阿弥書店 2013
- 『華厳集』砂子屋書房 2016
- 『奈良彦』青磁社　2022
- 日本ペンクラブ電子文芸館に前期作品４００首収録される。

### 共著
- 『カラー小倉百人一首』1991 京都書房 島津忠夫と共著
  - 語学を中心とする。６0万部を突破したロングセラー
- 『橿原の万葉を歩く』 1996 橿原市 中西進と共著
- 『現代短歌辞典』（岩波書店）
- 『短歌名言辞典』（東京書籍）
- 『現代短歌ハンドブック』（雄山閣）

ＮＡＲＡ　奈良県立大学学術叢書

### 参考書
- 『現代文読解の公式33』（駸々堂）語学を中心とする。

### 問題集
- 『古典問題集』初級・中級・上級（創文社）
- 『センター対策問題集』（京都書房）他